# پیپت پشت‌زیتونی
پیپت پشت‌زیتونی (نام علمی: Anthus hodgsoni) پرنده‌ای از سرده پیپت‌ها در راستهٔ گنجشک‌سانان است که در آسیای جنوبی, شمال آسیای مرکزی و آسیای شرقی, و شمال شرقی روسیه اروپایی زادآوری می‌کند. این پرنده مهاجر مسافت‌های طولانی مهاجرت می‌کند و در زمستان تا آسیای جنوبی و اندونزی می‌رود. این پرنده در غرب ایران نیز دیده شده است.
پیپت پشت‌زیتونی گاه با پیپت درختی اشتباه می‌شود. هرچند که پیپت پشت‌زیتونی رنگش زیتونی‌تر است و طرح‌های روی سرش متفاوت با آن گونه است.

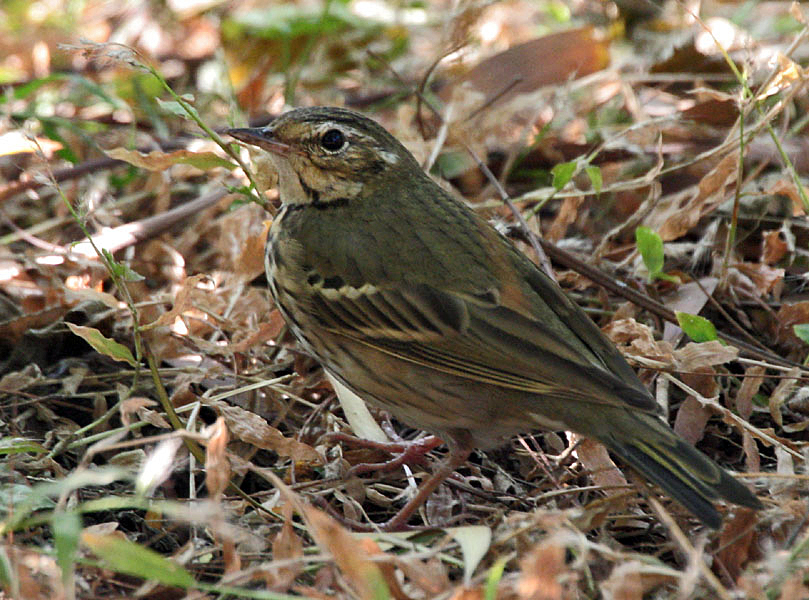
در کلکته هند.

## نگارخانه

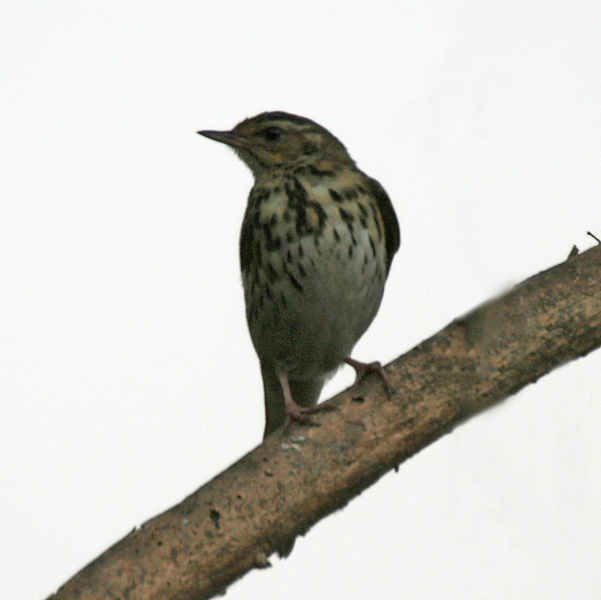
در کلکته، بنگال غربی، هند.
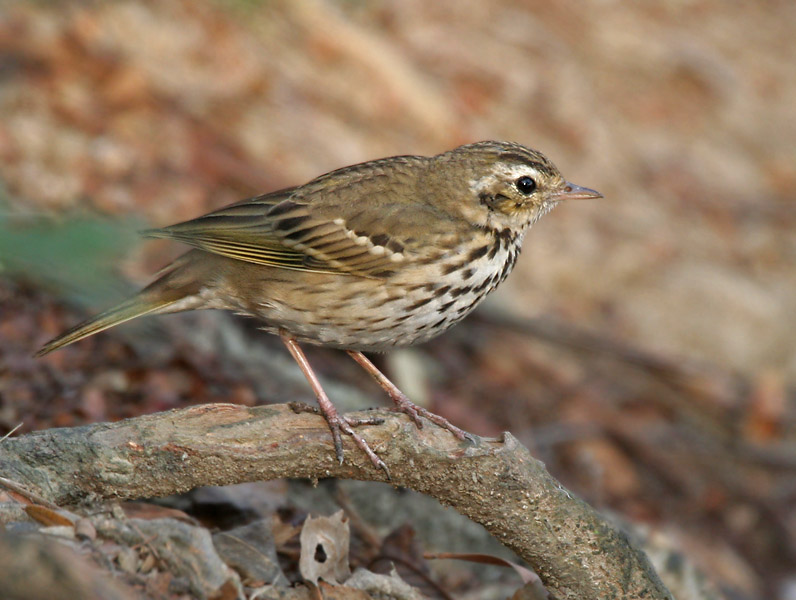
در کلکته، هند.
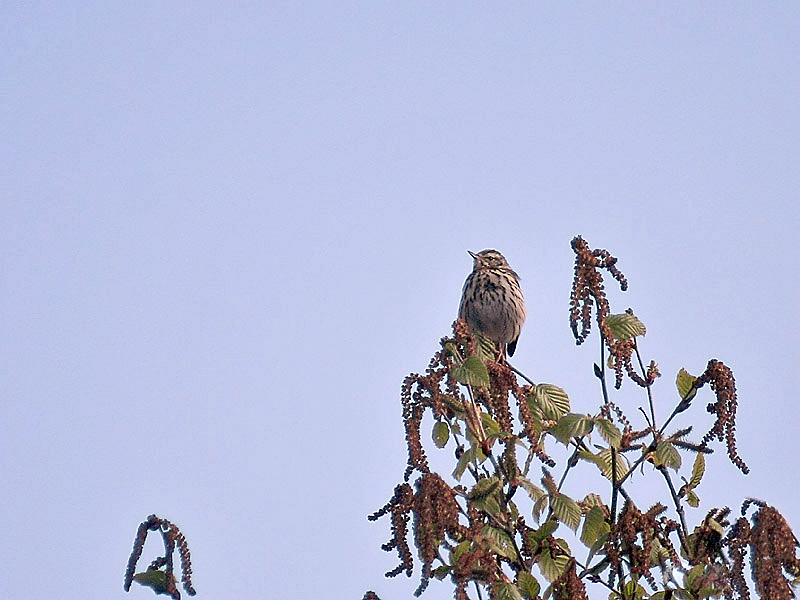
در حال خواندن. کلکته، هند
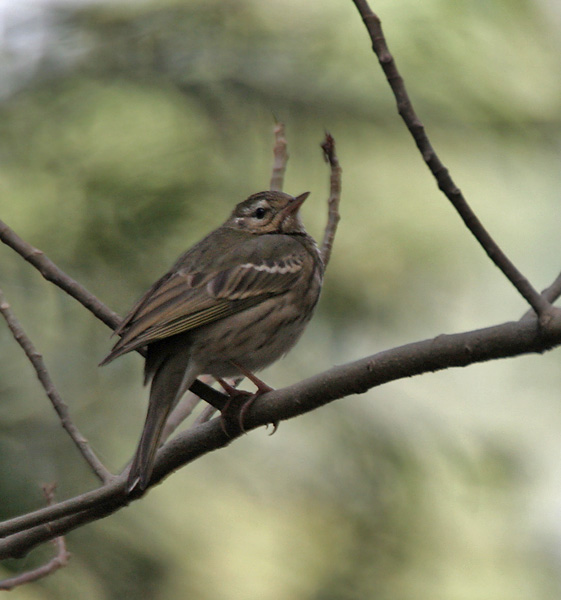
در کلکته، هند.
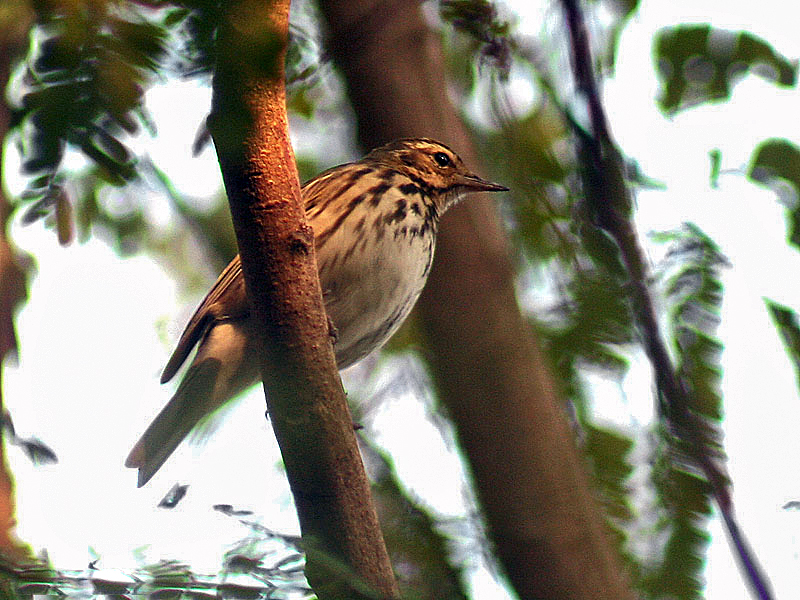
در کلکته، هند.
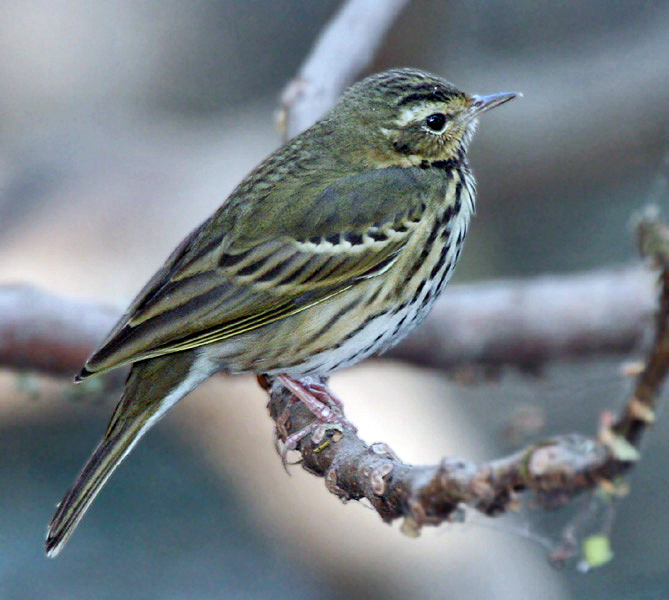
در کلکته، هند.
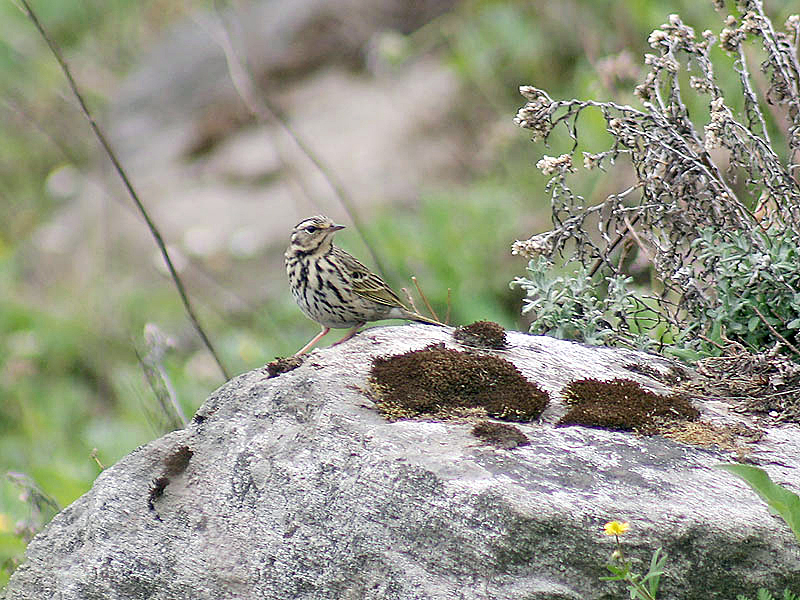
در مانالی، هند.